# Margretedal

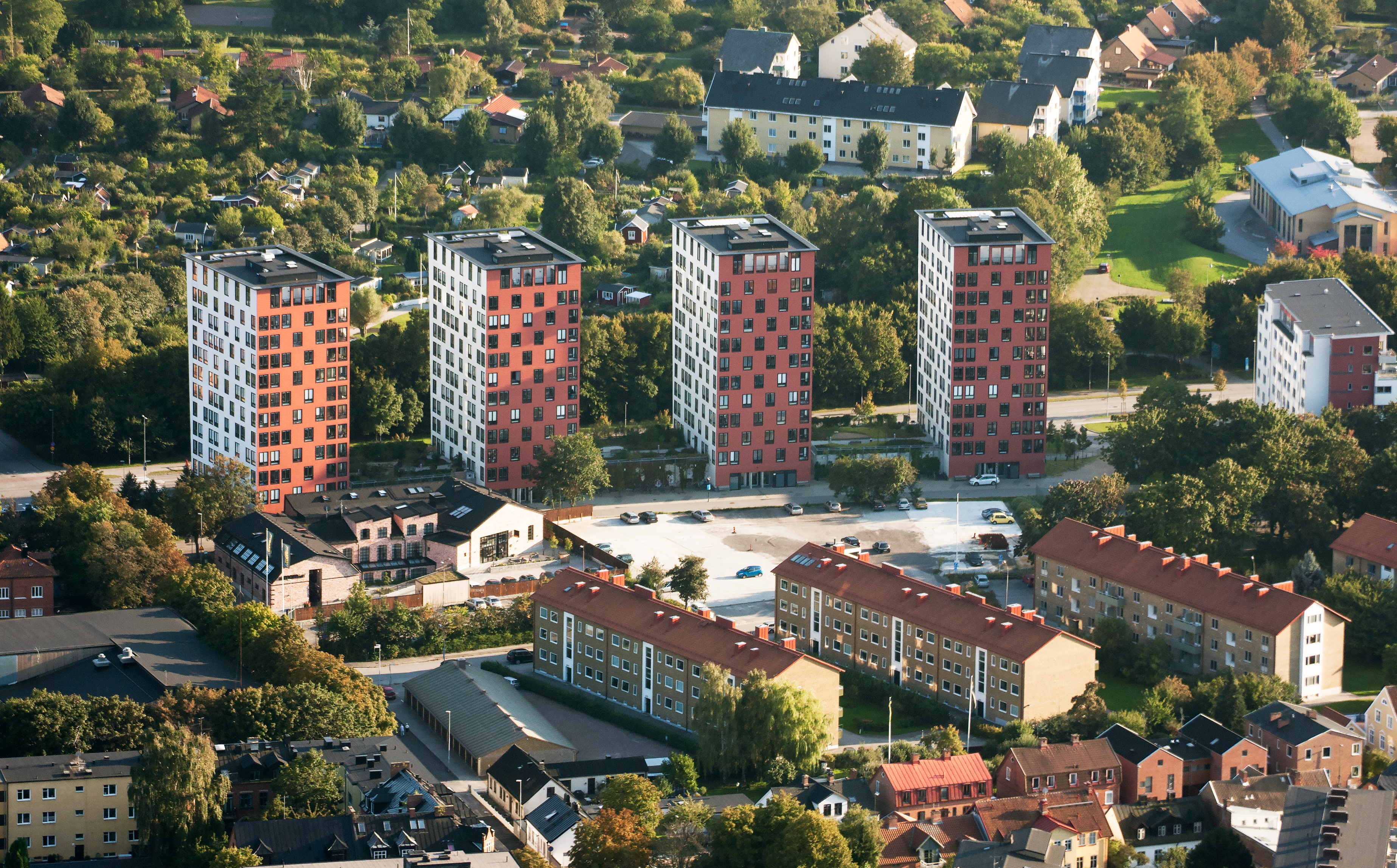
Lunna töser i september 2014

Margretedal är ett område beläget i södra Lund, precis norr om Södra vägen. Margretedal var urspringligen en handelsträdgård. Det omvandlades sedan till ett industriområde utmed järnvägen på Hardebergaspåret. Länge var Margretedal ett företags- och industriområde, men under 1990- och 2000-talet började planerna på att bygga bostäder ta form.
I januari 2005 inleddes byggandet formellt. I den östligaste delen byggdes fyra tolvvåningshus – ofta kallade "Lunna töser" för att anspela på domkyrkotornen som kallas "Lunna pågar" – medan husen längre västerut blev lägre. Husen har ritats av den schweiziske arkitekten Mario Campi och byggdes av Riksbyggen och Skanska.

## Som industriområde
Margretedals industriområde utgjordes av kvarteren Margretedal, Lunds södra, Harlösabanan och Hardebergabanan samt parken Revingelyckan. Området delades in i kvarter 1952 och bestod då av Margretedal väster om Tullgatan och söder om järnvägsspåret, Harlösabanan öster om Tullgatan och söder om spåret och Lunds södra öster om Tullgatan och norr om spåret. När staden 1960 bestämde att parken Revingelyckan skulle läggas ut mitt i kvarteret Lunds södra delades det upp och den östra delen fick heta Hardebergabanan. Huvuddelen av området började exploateras för industri under 1950-talet. Innan dess hade det främst bestått av jordbruksmark och spårområde för Lund–Revinge Järnväg, inklusive lokstallet.
I hörnet Tullgatan-Revingegatan i kvarteret Lunds södra byggde Verdexa en bilhall som invigdes den 23 april 1967 med adress Revingegatan 4. Verdexas bilförsäljning flyttade i april 1979 till Gastelyckan. Därefter etablerade sig lågprisbutiken Lic på Revingegatan 4. Lic bytte den 13 oktober 1988 namn till Dax. I december 1997 öppnade Systembolaget i lokalen. Under en period i början av 2000-talet förekom det även loppmarknad i lokalens källare på lördagar. Systemets lokaler var redan från början tänkta som ett provisorium, med det dröjde till den 22 maj 2010 innan man slutligen stängde på Tullgatan-Revingegatan. Därefter blev det åter bilförsäljning i lokalen några år tills lokalen revs 2013 då bygge av bostäder påbörjades på platsen.
En industri som tidigt flyttade till Margretedal var AB Chokladfabriken Brio som grundats 1935 på Stora Södergatan. Flytten till Södra vägen 11 skedde 1955. Fabriksbyggnaden var ritad av Klas Anshelm. Brios tillverkning var helt inriktad på gräddbullar och drevs fram till 1964 av disponent Leon Bäckström, varefter han överlät verksamheten på sonen Lars och brodern Åke. Brio gick i konkurs och lade ner 1978. Efter Brios nedläggning övertogs gräddbullsfabriken av  Holmgrens charkuterifabrik som tillverkade knake. Verksamheten fanns kvar på Margetedal fram till 2004 när man flyttade till Gastelyckan, varpå den tidigare gräddsbullsfabriken revs.

## Bildgalleri

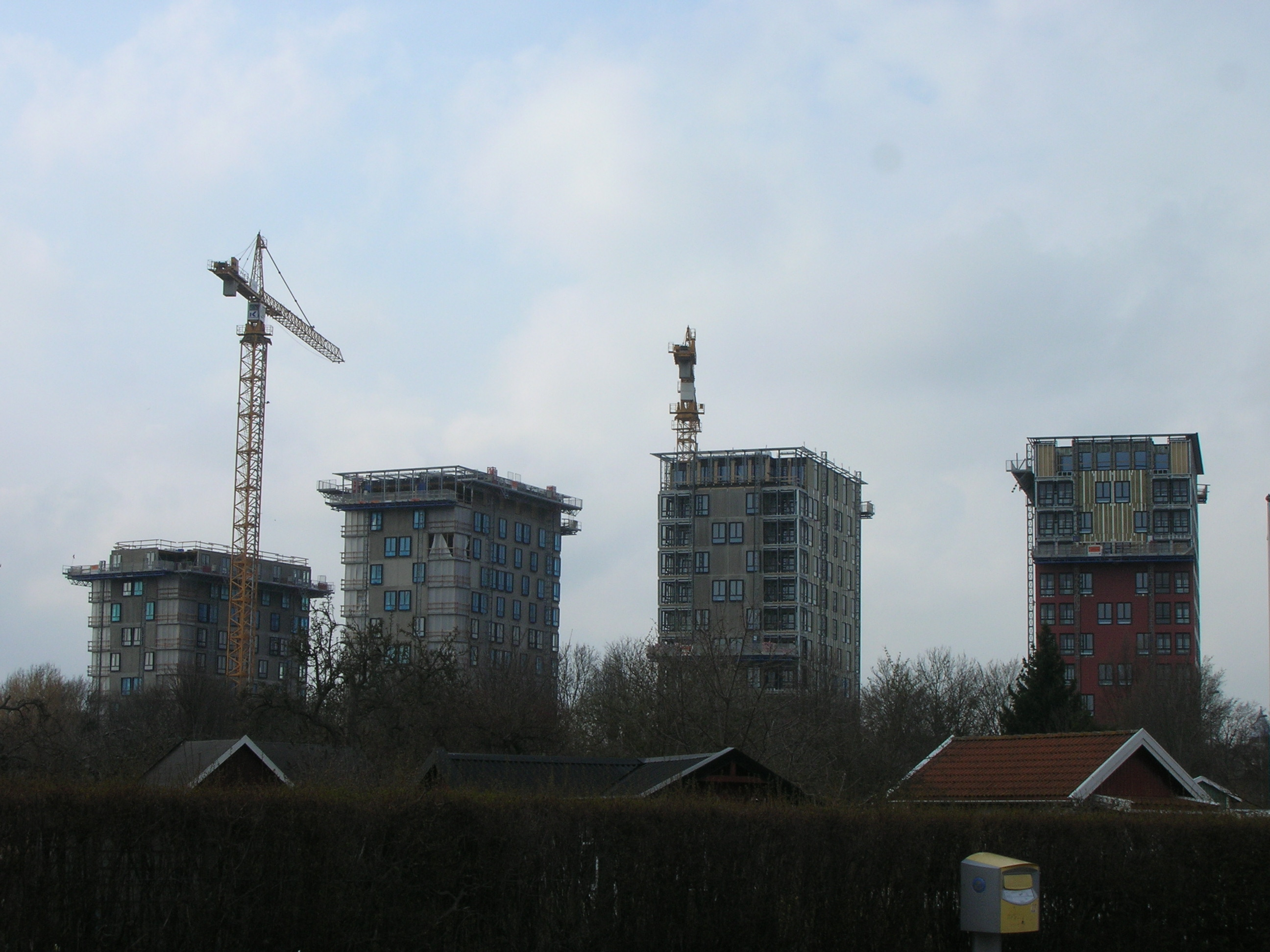
Höghusen i maj 2006.
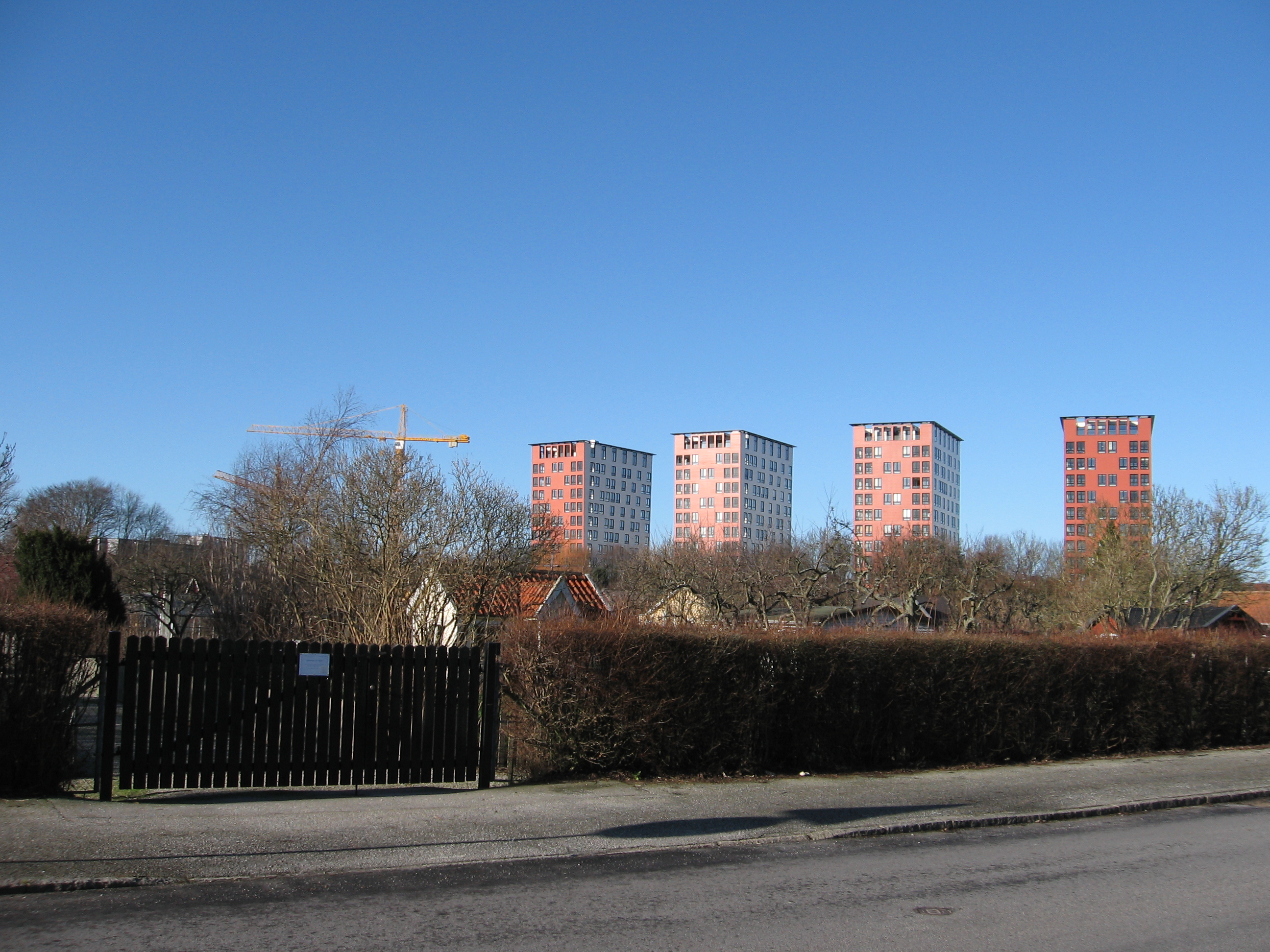
Höghusen dominerar i februari 2007.
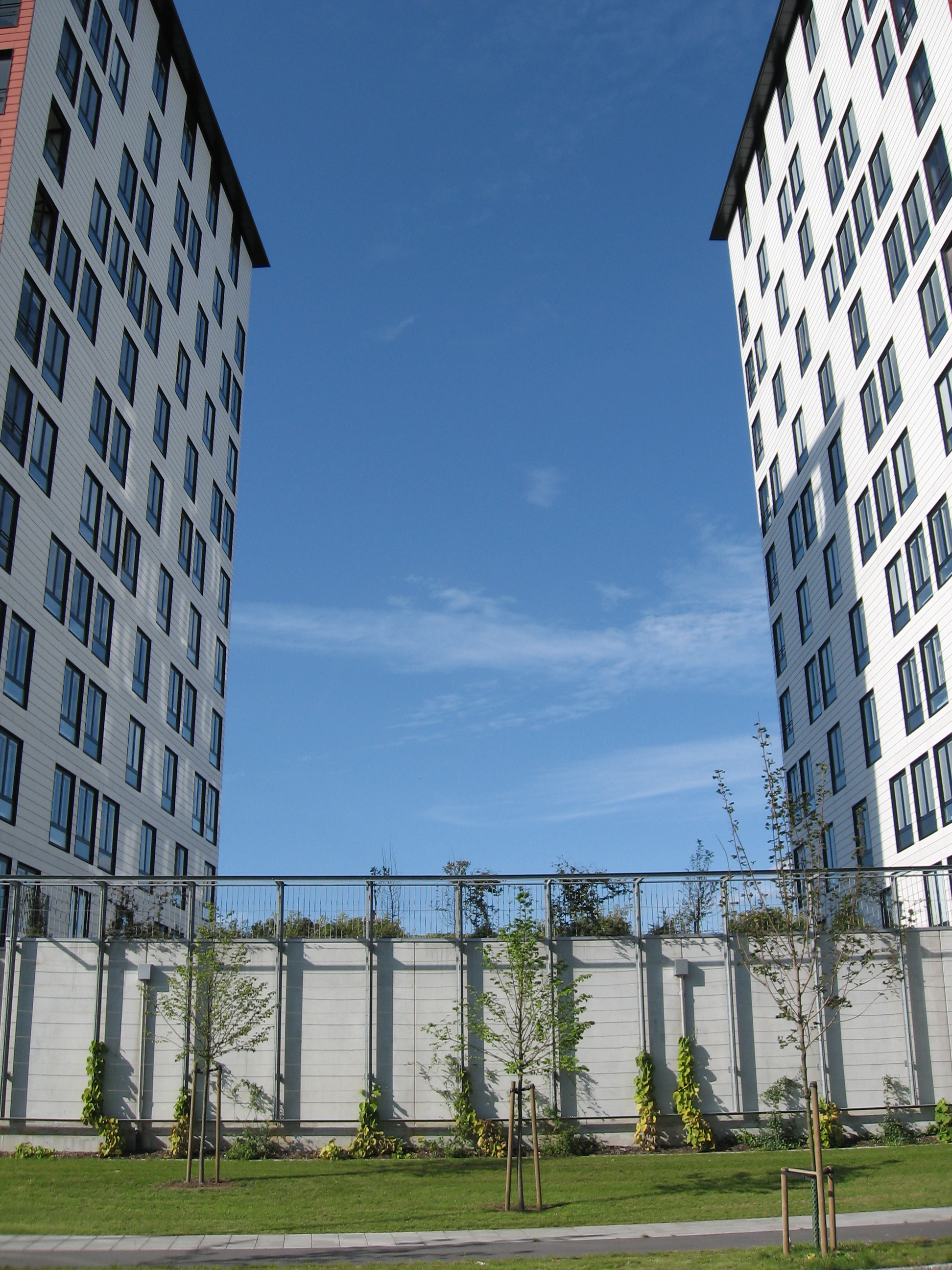
Margeredal 2008
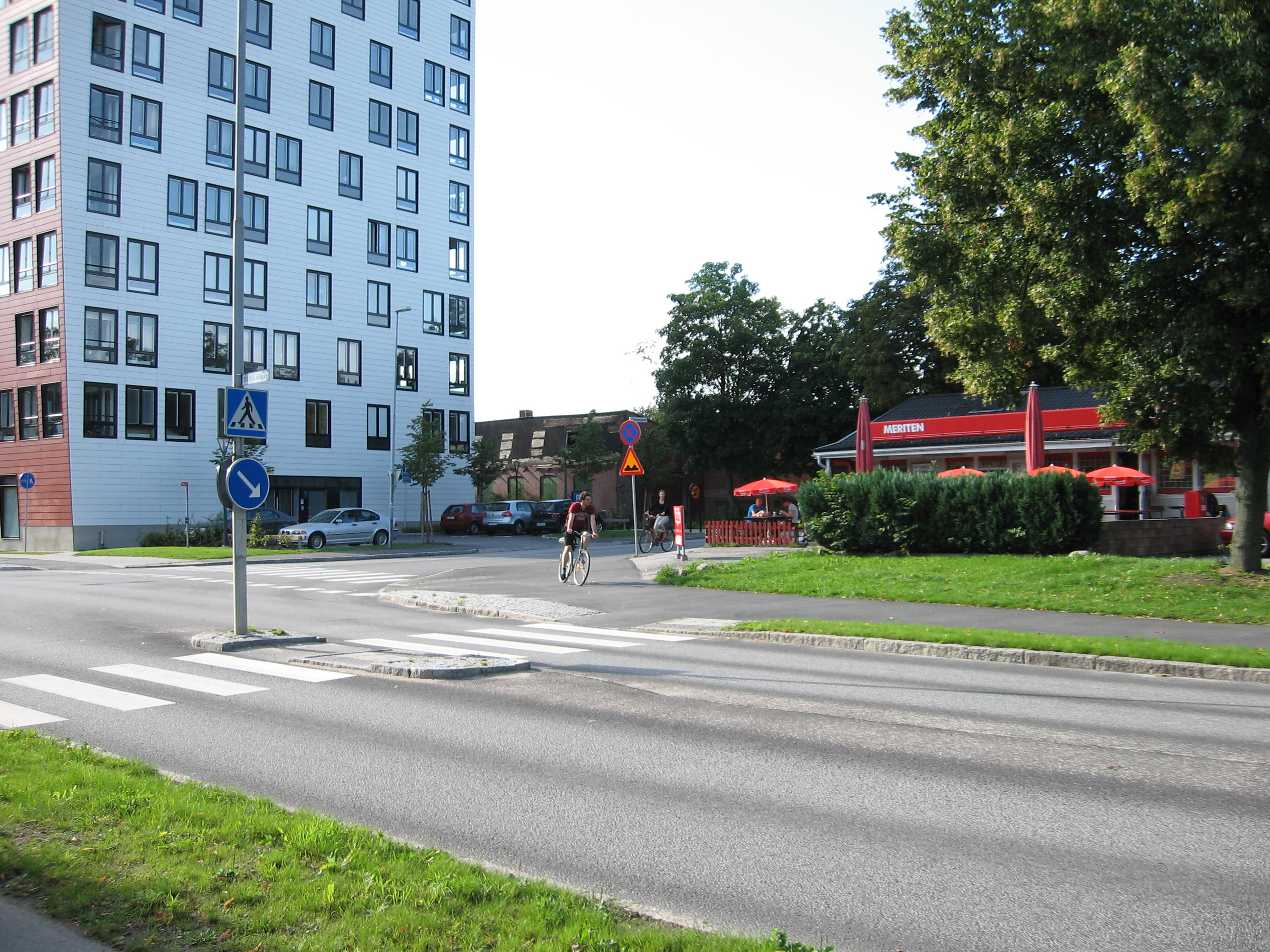
Lokstallet i bakgrunden